# Manuel Vicuña Martínez
Manuel Fernando Vicuña Martínez (El Quisco, Chile; 31 de octubre de 1999) es un futbolista chileno. Juega de delantero y su equipo actual es el Magallanes de la Primera División de Chile.

## Trayectoria
Llegó a Magallanes en 2016 proveniente de San Antonio Unido. Debutó en el primer equipo el 6 de mayo de 2018 ante Tomás Greig FC por la Copa Chile.
Fue parte del plantel que ganó el ascenso en 2022, la Copa Chile 2022 y la Supercopa de Chile 2023.

## Estadísticas
Actualizado al último partido disputado el 21 de junio de 2025.
| Club               | Div.          | Temporada     | Liga  | Liga  | Copas nacionales | Copas nacionales | Copas internacionales | Copas internacionales | Total | Total |
| Club               | Div.          | Temporada     | Part. | Goles | Part.            | Goles            | Part.                 | Goles                 | Part. | Goles |
| ------------------ | ------------- | ------------- | ----- | ----- | ---------------- | ---------------- | --------------------- | --------------------- | ----- | ----- |
| Magallanes · Chile | 2.ª           | 2018          | 0     | 0     | 1                | 0                | —                     | —                     | 1     | 0     |
| Magallanes · Chile | 2.ª           | 2019          | 11    | 1     | 2                | 1                | —                     | —                     | 13    | 2     |
| Magallanes · Chile | 2.ª           | 2020          | 2     | 0     | 0                | 0                | —                     | —                     | 2     | 0     |
| Magallanes · Chile | 2.ª           | 2021          | 13    | 1     | 0                | 0                | —                     | —                     | 13    | 1     |
| Magallanes · Chile | 2.ª           | 2022          | 27    | 7     | 10               | 0                | —                     | —                     | 37    | 7     |
| Magallanes · Chile | 1.ª           | 2023          | 12    | 0     | 3                | 2                | 3                     | 0                     | 18    | 2     |
| Magallanes · Chile | 2.ª           | 2024          | 21    | 8     | 4                | 1                | —                     | —                     | 25    | 9     |
| Magallanes · Chile | 2.ª           | 2025          | 8     | 1     | 2                | 0                | —                     | —                     | 10    | 1     |
| Magallanes · Chile | Total club    | Total club    | 94    | 18    | 22               | 4                | 3                     | 0                     | 119   | 22    |
| Total carrera      | Total carrera | Total carrera | 94    | 18    | 22               | 4                | 3                     | 0                     | 119   | 22    |

## Palmarés

### Títulos nacionales
| Título             | Club       | País  | Año  |
| ------------------ | ---------- | ----- | ---- |
| Primera B          | Magallanes | Chile | 2022 |
| Copa Chile         | Magallanes | Chile | 2022 |
| Supercopa de Chile | Magallanes | Chile | 2023 |

## Vida personal
En una entrevista, Vicuña reveló que viene de una familia simpatizante de la Universidad de Chile.